# Tứ thập nhị chương kinh
Tứ thập nhị chương kinh (chữ Hán: 四十二章經, Kinh Bốn mươi hai chương') thường được xem là bộ kinh Phật giáo đầu tiên của Ấn Độ được dịch sang chữ Hán. Tuy nhiên, nhiều nhà nghiên cứu cho rằng, thực chất bộ tuyển tập nhỏ những lời Phật thuyết này có thể đã xuất hiện một thời gian sau những bản dịch bản ngữ đầu tiên được chứng thực, và thậm chí có thể đã được biên soạn ở Trung Á hoặc Trung Quốc. Theo truyền thống, nó được dịch bởi hai nhà sư Nguyệt Chi, Kasyapa Matanga (迦葉摩騰) và Dharmaratna (竺法蘭), vào năm 67. Do sự liên kết của nó với sự du nhập của Phật giáo vào Trung Quốc, nên bộ kinh này có một địa vị rất quan trọng trong truyền thống Phật giáo ở Đông Á.

## Những ghi chép
Theo Hậu Hán thư và Lý Hoặc Luận, Hán Minh Đế  được cho là đã mơ thấy một "người vàng", và được quan viên của mình xác định đó là hình dạng Đức Phật. Sau đó, hoàng đế ra lệnh cho một sứ đoàn đi về phía tây để tìm kiếm vị Phật này. Các tài liệu sau đó bổ sung thông tin khi các sứ thần trở về, dẫn theo hai nhà sư Ấn Độ là Kasyapa Matanga và Dharmaratna, cùng với kinh ảnh. Khi họ đến kinh đô Lạc Dương, hoàng đế đã cho xây dựng chùa Bạch Mã làm nơi để các vị sư tu hành và dịch kinh Phật. 
Họ được cho là đã dịch sáu bản kinh, gồm Pháp Hải tạng kinh (法海藏經), Phật bổn hạnh kinh (佛本行經), Thập địa đoạn kết kinh (十地斷結經), Phật bổn sinh kinh (佛本生經), Nhị bách lục thập giới hợp dị (二百六十戒合異), và Tứ thập nhị chương kinh. Tuy nhiên, chỉ duy nhất Tứ thập nhị chương là còn tồn tại.
Các học giả đặt câu hỏi về niên đại và tính xác thực của câu chuyện. Đầu tiên, có bằng chứng cho thấy Phật giáo đã du nhập vào Trung Quốc trước năm 67 thời Hán Minh đế. Bản kinh cũng không thể có niên đại đáng tin cậy vào thế kỷ thứ nhất. Các học giả cho rằng, có thể là phiên bản mà chúng ta hiện có về cơ bản khác với phiên bản của văn bản được lưu hành vào thế kỷ thứ hai.

## Cấu trúc và so sánh
Kinh Tứ thập nhị chương bao gồm một đoạn mở đầu ngắn và 42 chương ngắn (hầu hết dưới 100 chữ Hán), phần lớn gồm những lời trích dẫn của Đức Phật. Hầu hết các chương bắt đầu bằng "Phật nói..." (佛言...), nhưng một số chương cung cấp bối cảnh của một tình huống hoặc một câu hỏi được đặt ra cho Đức Phật. Bản thân kinh sách không được coi là kinh điển chính thức, và các kinh sách ban đầu đề cập đến tác phẩm này đều chép tên dưới dạng là "Bốn mươi hai chương trong Kinh điển Phật giáo" hoặc "Bốn mươi hai chương của Hiếu Minh đế." 
Không rõ liệu bản kinh gốc tồn tại trong tiếng Phạn ở dạng này hay là một tập hợp của một loạt đoạn trích từ các tác phẩm kinh điển khác theo cách của Luận ngữ của Khổng Tử. Giả thuyết thứ hai này cũng giải thích sự giống nhau của việc lặp đi lặp lại "Phật nói..." và "Thế tôn nói," quen thuộc trong các văn bản Nho giáo, và có thể là khuynh hướng tự nhiên nhất của các dịch giả Phật giáo trong môi trường Nho giáo, và nhiều khả năng hơn được chấp nhận hơn là một chuyên luận dài. Trong số những người coi nó dựa trên một tác phẩm tiếng Phạn tương ứng, nó được coi là cổ hơn các Kinh điển Đại thừa khác, vì văn phong đơn giản và phương pháp tự nhiên. Các học giả cũng có thể tìm thấy những câu cách ngôn có trong bản kinh này trong nhiều tác phẩm Phật giáo khác như Digha, Majjhima, Samyutta, Anguttara Nikaya, và Mahavagga (Đại phẩm). Hơn nữa, các học giả cũng không chắc liệu tác phẩm được biên soạn lần đầu tiên ở Ấn Độ, Trung Á hay Trung Quốc. 

## Trong Phật giáo hiện đại
Kinh Tứ thập nhị chương rất nổi tiếng trong Phật giáo Đông Á ngày nay. Nó cũng đã đóng một vai trò trong việc truyền bá Phật giáo sang phương Tây. Shaku Soen (1859-1919), thiền sư Nhật Bản đầu tiên hoằng hóa ở phương Tây, đã thuyết giảng một loạt bài dựa trên kinh này trong chuyến du hành đến Mỹ năm 1905-1906. John Blofeld, cũng đã dịch bản kinh này sang tiếng Anh và giới thiệu trong một loạt bài giảng bắt đầu vào năm 1947. 

## Kinh văn

### Bản dịch

#### Tiếng Anh
- Shaku, Soyen: Suzuki, Daisetz Teitaro, trans. (1906). The Sutra of Forty-two Chapters, in: Sermons of a Buddhist Abbot, Zen For Americans, Chicago, The Open Court Publishing Company, pp. 3-24
- Matanga, Kasyapa, Ch'an, Chu, Blofeld, John (1977). The Sutra of Forty-Two Sections, Singapur: Nanyang Buddhist Culture Service. OCLC
- The Buddhist Text Translation Society (1974). The Sutra in Forty-two Sections Spoken by the Buddha. Lectures by the Venerable Master Hsuan Hua given at Gold Mountain Monastery, San Francisco, California, in 1974. (Translation with commentaries)
- Beal, Samuel, trans. (1862). The Sutra of the Forty-two Sections, Journal of the Royal Asiatic Society 19, 337-348.
- Chung Tai Translation Committee (2009), The Sutra of Forty-Two Chapters, Sunnyvale, CA
- Sharf, Robert H. (1996). "The Scripture in Forty-two Sections". In: Religions of China In Practice Ed. Donald S. Lopez, Jr. Princeton: Princeton University Press, pp. 360-364
- Heng-ching Shih (transl.), The Sutra of Forty-two Sections, in: Apocryphal Scriptures, Berkeley, Numata Center for Buddhist Translation and Research, 2005, pp 31-42. ISBN 1-886439-29-X
- Matsuyama, Matsutaro, trans. (1892): The Sutra of forty-two sections and other two short Sutras, transl. from the Chinese originals, Kyoto: The Buddhist Propagation Society

#### Tiếng Đức
- Karl Bernhard Seidenstücker (1928). Die 42 Analekta des Buddha; in: Zeitschrift für Buddhismus, Jg. 1 (1913/14), pp. 11–22; München: revised edition: Schloß-Verlag. (based on D.T. Suzuki's translation)

#### Tiếng Latin
- Alexander Ricius, Orsa Quadraginta duorum capitum